# Pseudomys delicatulus
Pseudomys delicatulus là một loài động vật có vú trong họ Chuột, bộ Gặm nhấm. Loài này được Gould mô tả năm 1842.